# 兵庫県立西宮今津高等学校
兵庫県立西宮今津高等学校（ひょうごけんりつ にしのみやいまづこうとうがっこう）は、兵庫県西宮市浜甲子園に所在する公立の高等学校。略称は「今高」（いまこう）。

## 設置学科
- 総合学科

## 概要
1977年（昭和52年）4月創立。平成19年度4月より全日制普通科から県内で12番目となる単位制の総合学科高校として学科改編され、県内全域からの受験が可能となった。学科改編に伴い制服デザインが一新されている。
兵庫県立鳴尾高等学校、西宮市立西宮東高等学校とともに、地理的な意味で「甲子園に最も近い高校」のひとつである。また阪神甲子園球場からの距離がもっとも近い高等学校は西宮市立西宮東高等学校だが、こちらの所在地は西宮市古川町である。したがって、住所に甲子園が含まれる高等学校はここが唯一である。学校創立30周年に当たる2007年に阪神甲子園球場で使用されていたラッキーゾーンのフェンスが中庭に設置された。
市内唯一の男子新体操部を有し、全国高校総体出場の実績を持つ。
高大連携教育の推進校であり、京都大学大学院と連携した「いまづ環境学公開講座」をはじめ、同志社大学・兵庫県立大学・甲南大学など関西の大学の工学系学部と情報学習プロジェクトを実施している。
ニュージーランドに姉妹校があり交換留学が行われている。また、フィールド科学実習という夏休みに3泊4日の中で主に自然や生物に関して学ぶ学校設定科目も実施されている。
前朝日放送アナウンサーの清水次郎が教師初任校として在籍していた。（2021年4月、兵庫県立甲山高校へ異動しソフトボール部副顧問就任）

## 学校設定科目
西宮今津高校は総合学科のため特色ある教科が設定されている。
1年
産業社会と人間 (必履修)
2年
保育基礎
素描α
スピーチエッセイ
基礎英語
生活と福祉
情報の表現と管理
ピアノ演奏法α
ビジュアルデザインα
言語文化探求
古典読解
基礎数学
ソルフェージュα
3年
英語探求(必履修)
福祉医療国語
発展日本史
発展世界史
応用数学α
立体造形
英語の歌表現
服飾文化
コンテンツの制作と発信
スポーツⅣ
古典読解
医看数学
ポピュラーピアノ表現β
創作の書
英語総合研究上級
英語総合研究中級
ハングルマスター
住生活デザイン
スポーツⅢ
ポピュラーデザインβ
保育実践
情報実習
素描β
教養国語
化学基礎探求
コミックアート
硬筆書道
絵本英語
スポーツⅥ
総合数学β
生物基礎探求
グローバルスタディ
ファッション造形基礎
情報デザイン
ピアノ演奏法β
総合数学α
応用数学β
書の表現
時事英語探求
福祉研究
情報関係基礎
栄養
スポーツⅠ
ソルフェージュβ
クラフトデザイン
現代文読解
発展地理歴史
生物基礎総論

## 出身者
- 梅原怜子（シンガーソングライター）